# Festa Major de la Dreta de l'Eixample
La Festa Major de la Dreta de l'Eixample se celebra l'últim cap de setmana de maig o el primer de juny a la Dreta de l'Eixample de Barcelona. Se celebra des del 2004. S'hi destaca una fira modernista amb productes d'època, però també una bicicletada modernista, amb participants vestits amb indumentària d'aquells anys, representacions teatrals i passejades modernistes per descobrir els secrets dels edificis de l'època que es conserven. D'una altra banda, com tota festa major, s'hi fa una cercavila amb ball de gegants, àpats populars, competicions esportives, tallers infantils, concerts i balls de festa major; tot plegat, amb la participació d'entitats, agrupacions musicals i més organitzacions del districte.

## Actes destacats
- Ball i cercavila de gegants. La imatgeria festiva popular ha tingut presència tradicionalment en les festes de la Dreta de l'Eixample, amb una cercavila gegantera el diumenge, últim dia de la celebració. Després, un ball conjunt de les figures posa fi a l'acte.[1]
- Fira Modernista. Durant tots els dies de festa, a la part alta del carrer de Girona, s'hi instal·la la Fira Modernista, amb objectes, productes gastronòmics, vestits, música i elements decoratius de l'època. El programa específic de la fira inclou demostracions d'oficis antics, de cotxes i de jocs infantils, entre més.[1]
- Bicicletada modernista. Aquesta activitat popular pels carrers del barri ja fa uns quants anys que ha esdevingut un punt d'interès central del programa festiu. Té la singularitat que els participants han d'anar vestits amb indumentària de l'època.[1]